# Ronald Graham
Ronald Lewis Graham (født 31. oktober 1935, død 6. juli 2020) var en amerikansk matematiker, der forskede i en lang række matematiske emner. Han har lagt navn til Grahams tal, der er det største tal, som er brugt i et matematisk bevis. Han skrev flere bøger og modtog bl.a. Leroy P. Steele Prize for sit arbejde.